# Darul Islam
De Darul Islam (oude spelling Daroel Islam) was een Indonesisch verzetsleger dat op streng islamitische grondslag streed tegen het Nederlandse én Indonesische leger in de jaren 1945-1962 op het eiland Java. De naam komt van het arabische Dar al-Islam (دار الإسلام) en betekent Islamitische Staat of Huis.
Ze werd in 1942 opgericht door Sekarmadji Maridjan Kartosoewirjo en bestond eerst uit twee groeperingen, namelijk de Hizbullah en de Sabilillah. In 1949 verzetten ze zich tegen de vredesbesprekingen van de Indonesische regering met de Nederlanders en gingen zich Daroel Islam noemen. Tevens gingen ze de Indonesche regering bestrijden. 
Hun strijd werd na de officiële onafhankelijkheid van Indonesië vanaf 1950 gevoerd tegen de Siliwangidivisie van het Indonesische leger. Deze eenheid wist uiteindelijk in 1962 dit leger te verslaan en hun oprichter annex leider werd geëxecuteerd. Hun concentratiegebied lag in Zuidwest-Java in de regentschappen Garut en Tasikmalaya.
In het museum van de Siliwangi-divisie te Bandung is de strijd afgebeeld en zijn wapens en uniformen van de Darul Islam geëxposeerd.
Veteranen van de Darul Islam bleken later betrokken bij extremistische islamitische groeperingen zoals Komando Jihad.  